# احمد پوری
احمد پوری ( متولد ۲۳ فروردین ۱۳۳۲ در تبریز) مترجم، نویسنده و ویراستار معاصر ایرانی است.

## زندگی
احمد پوری در یکی از محله‌های قدیمی شهر تبریز متولد شد و پس از پایان دوره دبیرستان اولین داستان‌های خود را در برخی از مجله‌های ادبی وقت منتشر کرد. بعد از سپری کردن دوران دبیرستان به قصد معلم شدن تحصیلات خود را در «دانشسرای راهنمایی تحصیلی» پی می‌گیرد و دو سال از عمرش را در روستاهای اطراف تبریز به عنوان معلم سپری می‌کند. پوری در سال ۱۳۵۶ برای ادامه تحصیل به اسکاتلند می‌رود و مدرک لیسانس خود را از دانشگاه عالی اسکاتلند دریافت می‌کند. پس از آن به انگلستان رفته و مدرک فوق لیسانس خود را از دانشگاه نیوکاسل انگلستان دریافت می‌کند و در سال ۱۳۶۷ به ایران بازمی‌گردد.

## ترجمه

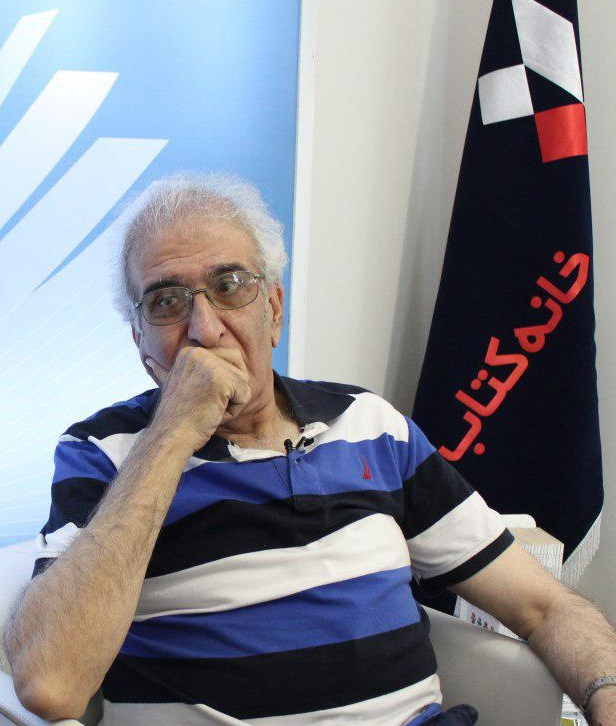
احمد پوری در سی‌امین نمایشگاه بین‌المللی کتاب تهران، غرفهٔ خانهٔ کتاب؛ ۱۸ اردیبهشت ۱۳۹۶

پوری پس از بازگشت به ایران علاوه بر تدریس زبان، فعالیت ادبی را با ترجمه شعرهای عاشقانه شاعران بزرگ جهان ادامه می‌دهد. تا به امروز آثار شاعرانی چون آنا آخماتوا، پابلو نرودا، فدریکو گارسیا لورکا، ناظم حکمت، نزار قبانی، یانیس ریتسوس و آن سکستون را ترجمه کرده است. وی همچنین رمانی از میخائیل بولگاکف و چند مجموعه داستان دیگر نیز ترجمه کرده‌است.

## نویسندگی
«دو قدم این‌ور خط» اولین رمان احمد پوری در سال ۱۳۸۷ توسط نشر چشمه منتشر و با استقبال خوب مخاطبان مواجه شد. برخی منتقدان این رمان را فصلی تازه در ادبیات داستانی ایران دانسته‌اند.
همچنین رمان «فقط ده ساعت» نوشته احمد پوری در سال ۱۳۹۷ توسط نشر چشمه منتشر شد. محور موضوعی «فقط ده ساعت» مسئله مرگ و دربارهٔ جوانی است که به سرطان مبتلا شده‌است. ابتلای جوان به بیماری لاعلاج موجب درگیرشدن نزدیکانش با این موضوع می‌شود. بیکی از همین نزدیکان، بخشی از داستان روایت می‌کند و بخش دیگری از داستان هم در واقع مطالب دفترچهٔ خاطرات جوانِ مبتلا به سرطان است.

## کتابشناسی

### ترجمه
نقاش نابینا مجموعه‌ی کامل اشعار آناآخماتووا شاعر روس، با همکاری روشنک آرامش
- دشمنان، یک داستان عاشقانه، اثر ایزاک بشویس سینگر
- هوا را از من بگیر، خنده ات را نه:گزینه شعرهای عاشقانه. پدیدآورنده:پابلو نرودا، نشر چشمه - ۱۳۸۸
- خاطره‌ای در درونم است: گزینه شعرهای عاشقانه. پدیدآورنده: آنا آندری‌یونا آخماتووا، نشر چشمه - ۱۳۸۷
- تو را دوست دارم چون نان و نمک: گزینه شعرهای عاشقانه. پدیدآورنده: ناظم حکمت، نشر چشمه - ۱۳۸۷
- در بندر آبی چشمانت…: گزینه شعرهای عاشقانه. پدیدآورنده: نزار قبانی نشر چشمه - ۱۳۸۸
- مرغ عشق میان دندان‌های تو «ترانه‌های عشق و مرگ» پدیدآورنده: فدریکو گارسیالورکا، نشر چشمه -۱۳۸۵
- هوا را از من بگیر، خنده ات را نه!:گزینه شعرهای عاشقانه. پدیدآورنده:پابلو نرودا، نشر چشمه - ۱۳۸۸
- گزیده اشعار شل سیلوراستاین. نشر افکار - ۱۳۸۷
- خلسه بر ویرانه‌ها. پدیدآورنده: نونو ژودیس، نشر چشمه - ۱۶ مرداد، ۱۳۸۶
- دنیا را گشتم بدون تو. پدیدآورنده:ناظم حکمت، ناشر: نشر مرکز - ۱۳۸۶
- عنکوبت و مگس. پدیدآورنده: مری پادم هویت، نشر مرکز، کتاب مریم - ۱۳۸۴
- راستی چرا؟... پدیدآورنده: پابلو نرودا، احمد پوری (مترجم) ناشر: نشر چشمه
- همه چیز راز است! پدیدآورنده:یانیس ریتسوس، نشر چشمه - ۱۳۸۵

### تألیف
- دو قدم این ورخط. پدیدآورنده: احمد پوری، شیوا حریری (ویراستار) ناشر: نشر چشمه - ۱۳۸۸
- پشت درخت توت، نشر نیماژ، ۱۳۹۵
- ناممکن ممکن. فنون ترجمهٔ شعر از دیدگاه احمد پوری. به کوشش: کامبیز منوچهریان و عباس رضوانی. ناشر: آرادمان - ۱۳۹۶
- فقط ده ساعت. پدیدآورنده: احمد پوری، ناشر: نشر چشمه - ۱۳۹۷

### ویرایش
- از شاعران عصر سیمین شعر روسی. پدیدآورنده: الکساندر بلوک و دیگران. رخشنده ره‌گوی (مترجم)، احمد پوری (ویراستار) نشر چشمه - ۱۳۸۸
- گزیده‌ای از حکایت‌های کنتربری. پدیدآورنده: جفری چاسر، علیرضا مهدی پور (مترجم)، احمد پوری (ویراستار) ناشر: نشر چشمه - ۱۳۸۸
- حکایت‌های کنتربری. پدیدآورنده: جفری چاسر، علیرضا مهدی پور (مترجم)، احمد پوری (ویراستار) ناشر: نشر چشمه -، ۱۳۸۸
- صدنامهٔ عاشقانه. پدیدآورنده: نزار قبانی، رضا عامری (مترجم)، احمد پوری (ویراستار) ناشر: نشر چشمه - ۱۶ اردیبهشت، ۱۳۸۸
- آن‌ها مشغول مردن‌اند!: گزیده شعرهای آن سکستون. پدیدآورنده:آن سکستون، محسن بوالحسنی (مترجم)، احمد پوری (ویراستار) ناشر: نشر چشمه - ۱۳۸۸
- سوختن در آب، غرق شدن در آتش. پدیدآورنده: چارلز بوکوفسکی، پیمان خاکسار (مترجم)، احمد پوری (ویراستار) ناشر: نشر چشمه - ۱۳۸۶

## داوری مسابقه‌ها و همایش‌ها
احمد پوری به عنوان داور بسیاری از مسابقات ادبی حضور داشته‌است. از آن میان می‌توان به این موارد اشاره کرد:
- جایزه شعر شاملو
- جشنواره ترجمه ادبی ترجمیک
- جایزه داستان‌نویسی ارغوان